# Fatumanaro
Fatumanaro (Fatu Manaru) ist eine osttimoresische Aldeia im Suco Acumau (Verwaltungsamt Remexio, Gemeinde Aileu). 2015 lebten in der Aldeia 530 Menschen.

## Geographie
Die Aldeia Fatumanaro liegt im Nordwesten des Sucos Acumau. Östlich befindet sich die Aldeia Aimerahun und südlich die Aldeia Leroliça. Im Norden grenzt Fatumanaro an den Suco Cristo Rei und im Westen an den Suco Camea, die beide zum Verwaltungsamt Cristo Rei (Gemeinde Dili) gehören.
Im Tal, wo die Grenze zu Aimerahun verläuft, fließt in der Regenzeit ein Quellfluss des Quiks nach Norden ab. Das Tal liegt etwa bei einer Meereshöhe von 300 m. Westlich erhebt sich ein Bergrücken, auf dem im Süden ein einzelnes Haus (666 m) steht, das laut offizieller Karte das Zentrum der Ortschaft Fatumanaro bildet. Die anderen Gebäude dieser Ortschaft liegen aber im Nordwesten auf dem nächsten Bergrücken (579 m) und schließen sich an den Ort Lakeru Laran und die Besiedlung in Camea an. Die Häuser reichen nur zum Teil bis zum östlichen Berg. Im Tal dazwischen fließt der zweite Quellfluss des Quiks.